# 2-й Кадашёвский переулок
2-й Кадашёвский переу́лок — улица в центре Москвы на Якиманке между Большой Ордынкой и 1-м Кадашёвским переулком.

## История
Ранее назывался Средний Кадашёвский, еще ранее — улица Перепёлкина по фамилии одного из домовладельцев. Вместе с другими Кадашёвскими переулками, Кадашёвским тупиком и набережной назван по местности Кадаши.

## Описание
2-й Кадашёвский переулок начинается от Большой Ордынки, проходит на запад параллельно Кадашёвской набережной и заканчивается на 1-м.

## Здания и сооружения

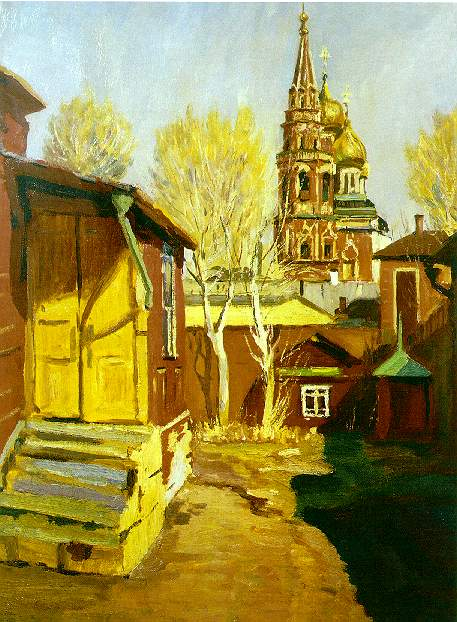
Храм Воскресения Христова в Кадашах, С. А. Виноградов (1910).

### По нечётной стороне
- № 3, стр. 1 — Главный дом со складами и конторами (кон. XVII в., кон. XVIII в., 1897 г.) городской усадьбы С. М. Макарова — С. Н. Курдюмова — Н. Г. Григорьева (XVIII в., к. XIX в.)
- № 7 — Храм Воскресения Христова в Кадашах.

### По чётной стороне
- № 4 — палаты начала XVIII века.
- № 10, стр. 1 — главный дом (1800-е гг., 1830-е гг.) городской усадьбы А. Тихонова, XIX—XX вв.
- № 14 — главный дом слободской усадьбы, XVII век. Здание со сводчатыми помещениями и следами первоначального декора.